# RACSA (aerolínea)
RACSA airlines es una aerolínea privada de pasajeros y carga con sede en el Aeropuerto Internacional La Aurora en la Ciudad de Guatemala. La aerolínea opera principalmente vuelos charter con destino a todo el territorio guatemalteco. Uno de sus aviones fue contratado por la Fuerza Aérea de Guatemala y con base temporal en el Aeropuerto Internacional de Occidente después del huracán Stan en 2005, con el fin de proporcionar ayuda en áreas remotas. Actualmente la aerolínea es miembro de la Asociación de Aerolíneas Privadas de Guatemala.

## Datos de código
- Señal de llamada: Racsa

## Flota
La flota de RACSA incluía 2 Aérospatiale N 262, TG-JSG (llamado Cunén); TG-NTR (llamado Kaibil ) 

## Destinos
- Vuelos chárter en todo el país